# Ásgeir Örn Hallgrímsson
Ásgeir Örn Hallgrímsson (* 17. Februar 1984 in Reykjavík) ist ein ehemaliger isländischer Handballspieler. Seine Körperlänge beträgt 1,94 m. Mittlerweile ist er als Handballtrainer tätig.
Ásgeir, der zuletzt für den isländischen Erstligisten Haukar Hafnarfjörður spielte und für die isländische Nationalmannschaft (Rückennummer 6) auflief, wurde meist im rechten Rückraum eingesetzt, er konnte aber auch als Rechtsaußen auflaufen.
Ásgeir Örn Hallgrímsson debütierte für Haukar Hafnarfjörður in der ersten isländischen Liga. Dort gewann er 2000, 2003 und 2004 die isländische Meisterschaft. 2005 wechselte er erstmals ins Ausland, zum TBV Lemgo in die deutsche Handball-Bundesliga. Dort gewann er zwar 2006 den EHF-Pokal, konnte sich aber nie richtig durchsetzen und enttäuschte vor allem als Ersatz für den verletzten Florian Kehrmann. 2007 zog er weiter zu GOG Svendborg TGI nach Dänemark. Nach dem Konkurs von GOG während der Saison 2009/10, schloss er sich im Jahr 2010 dem dänischen Zweitligisten Faaborg HK an. Ab Juli 2010 spielte Ásgeir Örn Hallgrímsson für den deutschen Erstligisten TSV Hannover-Burgdorf. Nachdem sein Vertrag im Jahr 2012 bei Hannover ausgelaufen war, schloss er sich dem französischen Verein Paris HB an. Mit Paris gewann er 2013 die Meisterschaft. Zur Saison 2014/15 wechselte der Linkshänder zum Ligarivalen USAM Nîmes. Im Sommer 2018 kehrte er zu Haukar Hafnarfjörður zurück. Nach der Saison 2019/20 beendete er seine Karriere.
Ásgeir Örn Hallgrímsson bestritt 247 Länderspiele für die isländische Nationalmannschaft. Mit seinem Land nahm er auch an der Weltmeisterschaft 2007 in Deutschland sowie der Europameisterschaft 2008 in Norwegen teil, scheiterte aber bei ersterer im Viertelfinale, bei letzterer bereits in der Hauptrunde. Im Sommer 2012 nahm er an den Olympischen Spielen in London teil. Bei der Europameisterschaft 2014 belegte er den fünften Platz.
Ásgeir Örn Hallgrímsson trainiert seit November 2022 den isländischen Erstligisten Haukar Hafnarfjörður.

## Erfolge
- Isländische Nationalmannschaft
  - Weltmeisterschaft 2007: 8. Platz
  - Olympischen Spielen 2008: Silber
  - Europameisterschaft 2010: Bronze
- TBV Lemgo
  - EHF-Pokal: 2006
- Haukar Hafnarfjörður
  - Meister: 2000, 2003, 2004
- Paris Saint-Germain HB
  - Meister: 2013
  - Pokalsieger: 2014